# Liste der hannoverschen Gesandten beim Heiligen Stuhl
Liste der hannoverschen Gesandten beim Heiligen Stuhl in Rom. 

## Geschichte

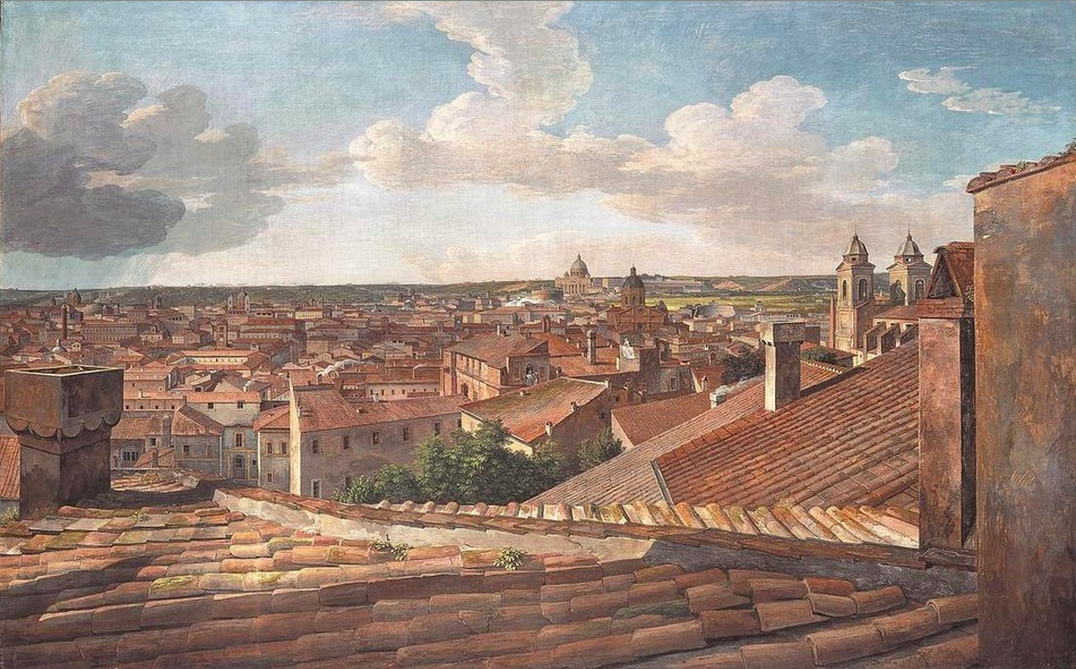
„Blick von der Villa Malta in Rom nach Westen“ (1835)
Gemälde von J. C. Reinhart, heute in der Neuen Pinakothek, München

Das mehrheitlich protestantische Kurfürstentum Hannover (Braunschweig-Lüneburg) hatte im 18. Jahrhundert wenig Beziehungen zum Heiligen Stuhl. Als nach dem Wiener Kongress (1815) die katholischen, vormaligen Hochstifts Hildesheim und Osnabrück dem Königreich Hannover zugeschlagen wurden, nahm Hannover anfangs mehr aus einer Notwendigkeit heraus diplomatische Beziehungen mit der Kurie auf, um eben die Neuumschreibung der katholischen Diözesen und die Festlegung der Diözesangrenzen der Bistümer zu verhandeln. Die 1816 gegründete hannoversche Mission war damals die erste „protestantische Gesandtschaft“ eines Mitgliedstaates im Deutschen Bund, und entwickelte sich trotz ihres kurzen Bestehens zu einem Zentrum der protestantischen Minderheit in der Ewigen Stadt.
Hannover installierte sich in Rom in der Villa Malta auf dem Pincio. Während der Amtszeit von Freiherr von Ompteda wurde die Gesandtschaft zu einem Treffpunkt von Diplomaten aus Ländern mit nicht-katholischen Bevölkerungsmehrheiten, um sich u. a. über kulturelle Angelegenheiten auszutauschen oder praktische Fragen zu erörtern, wie die Pflege und Instandhaltung des Protestantischen Friedhofs. Wegen der Personalunion zwischen Großbritannien und Hannover bildete die hannoversche Gesandtschaft auch eine Schnittstelle für die seit der Suprematsakte von 1534 ohne Beziehung zum Vatikan stehende anglikanischen Kirche. In den 1820er und 1830er Jahren war die Villa ein Anziehungspunkt und Zentrum für die deutsche Künstlerkolonie in Rom, mit Malern wie Johann Christian Reinhart und anderen Künstlern und Kunstfreunden. Im Jahre 1829 war die hannoversche Gesandtschaft an der Gründung des Deutschen Archäologischen Instituts beteiligt. 
Nach Abschluss der „Impensa Romanorum Pontificum“ bestand für die Gesandtschaft wenig Notwendigkeit und wurde 1849 aufgelöst. Als Vermächtnis wurden die von August Kestner in Rom und Süditalien gesammelten ägyptischen und griechisch-römischen Kunstgegenstände zum Grundstock für das 1889 in Hannover eröffnete Museum August Kestner.

## Missionschefs
1816: Aufnahme diplomatischer Beziehungen
| Ernennung/ Akkreditierung | Abberufung | Name                  | Anmerkungen | ernannt von | akkreditiert bei |
| ------------------------- | ---------- | --------------------- | --- | ----------- | ---------------- |
| 1816                      | 1819       | Friedrich von Ompteda | (* 1772; † 1819) 1814 Gesandter in Italien | Georg III.  | Pius VII.        |
| 1819                      | 1825       | Franz von Reden       | (* 1754; † 1831) 1800 bis 1803 sowie 1825 bis 1831 Gesandter in Preußen, 1804 bis 1806 beim Hl. Röm. Reich in Regensburg, 1815 bis 1819 in Baden               | Georg III.  | Pius VII.        |
| 1825                      | 1849       | August Kestner        | (* 1777; † 1853) ab 1817 Gesandtschaftssekretär, 1825 bis 1834 akkr. als Geschäftsträger, 1843 bis 1849 als außerordentlicher Gesandter, zzgl. akkr. in Neapel | Georg IV.   | Leo XII.         |

1849: Auflösung der Gesandtschaft